# Tausenddollarfisch
Der Tausenddollarfisch (Chitala ornata) ist mit einer maximalen Länge von einem Meter und einem Gewicht von bis zu 4,95 kg der größte Vertreter der Altwelt-Messerfische (Notopteridae). Die Tiere sind in ihrer Heimat Südostasien beliebte Angel- und Speisefische. Der Name ist eine Ableitung seines Musters, welches an Geldstücke erinnert. 

## Verbreitung
Chitala ornata kommt in mittleren bis großen Flüssen (z. B. Mae Nam Chao Phraya, Mekong, Tonle Sap), Überschwemmungsgebieten (in der Hochwasserzeit von Juni bis Oktober) und Seen von Indonesien, Kambodscha, Laos, Thailand und Vietnam vor. Er wurde in Singapur eingebürgert.

## Merkmale
Die Tiere sind langgestreckt und seitlich sehr stark abgeflacht. Bis auf After- und Brustflossen sind alle anderen Flossen stark reduziert, die Bauchflossen fehlen ganz. Hinter dem relativ kleinen Kopf mit großem Maul zieht sich der Rücken steil hoch hinaus und fällt langsam zur kleinen Schwanzflosse wieder ab. Etwa mittig am Rücken sitzt eine kleine, fähnchenförmige Rückenflosse. Auf der Bauchseite liegt der After sehr weit vorne, direkt dahinter beginnt die sehr lange, ausgeprägte Afterflosse, die mit der Schwanzflosse zu einem Flossensaum verschmilzt.
Die Färbung adulter Tiere ist silbrig. Auf der unteren Körperhälfte befinden sich schwarze Punkte bis runde Flecken mit einer weißen Umrandung. Juvenile Tiere besitzen dieses Fleckenmuster noch nicht. Sie weisen über die gesamte, silberfarbene Seite ein diffuses schwarzes Querstreifenmuster auf. Im Verlauf des Wachstums bilden sich die Streifen zu den weiß umrandeten Flecken um, die zunächst noch miteinander verschmolzen vorliegen können. Das Zeichnungsmuster ist sehr variabel.
Ähnliche Arten: C. chitala (mit leichten, silber- bis goldfarbenen Querstreifen auf der oberen Körperhälfte), C. blanci und C. lopis (mit basalem Fleck im Brustbereich)

## Ernährung
Der Tausenddollarfisch ist ein Raubfisch. Er jagt bodenbewohnende und freischwimmende Beutetiere, wie z. B. Knochenfische, Würmer, Mollusken, Krebstiere und Insekten, wobei auch verhältnismäßig große Tiere erbeutet und die Beutetiere als Ganzes verschlungen werden. Die Nahrung wird mit Hilfe der optischen und olfaktorischen Sinnesorgane geortet und dann gejagt. 

## Verhalten
Chitala ornata ist hauptsächlich dämmerungs- und nachtaktiv, dann frei umherschwimmend. Er hält sich tagsüber gerne stillstehend zwischen Pflanzen und Wurzeln versteckt und kann mit Hilfe der undulierenden Afterflosse sogar rückwärts schwimmen. Jungtiere schwimmen in lockeren Schulen. Adulte Tiere verhalten sich innerhalb der Art unverträglich und territorial und sind oft auch gegenüber anderen Fischarten aggressiv.

## Fortpflanzung
Chitala ornata ist eierlegend, mit äußerer Befruchtung. Er laicht von März bis Juli. Die Eier werden auf Pflanzen oder auf festem Substrat abgelegt. Das Männchen bewacht und befächelt die Eier und einige Tage lang auch die nach 6–7 Tagen schlüpfenden Jungfische (Vaterfamilie).

## Genetik
haploider Satz, n: 21 Chromosomen (auch 24 berichtet)
diploider Satz, 2n: 42 Chromosomen (auch 48 berichtet)

## Aquaristik
Im Jahr 1934 wurde der Tausenddollarfisch zum ersten Mal nach Deutschland eingeführt. Chitala ornata wird im Handel gelegentlich als Jungtier unter dem Namen „Gestreifter Messerfisch“ angeboten und benötigt aufgrund seiner möglichen Größe und seiner Schnellwüchsigkeit ein sehr geräumiges Becken. Die Tiere schwimmen bei Dämmerung und Nacht ständig beutesuchend umher. Gedämpftes Licht, sogar durch Schwimmpflanzen, fördert Aktivität auch am Tage. Das Becken sollte Versteckmöglichkeiten durch dichte Bepflanzung, Wurzeln und Steinaufbauten, aber auch genügend freien Schwimmraum bieten. Im Aquarium lässt sich Chitala ornata auch an Industriefutter und kleingeschnittenes Fleisch gewöhnen. Eine Vergesellschaftung ist nur mit großen Fischen möglich, kleinere werden als Beute angesehen. Bei sehr aggressiven Exemplaren kann eine Einzelhaltung notwendig werden. 

## Weblink
- Chitala ornata in der Roten Liste gefährdeter Arten der IUCN 2013.2. Eingestellt von: Vidthayanon, C., 2010. Abgerufen am 12. Januar 2014.